# Fülöp Gyula
Fülöp Gyula (Kiskunhalas, 1953. február 23. – Bakonykúti, 2019. december 25.) régész, 1993 és 2008 között a Szent István Király Múzeum igazgatója.

## Élete
Szülei Fülöp Gyula és Gráczer Anna, öccse Fülöp Ferenc labdarúgó (1955–). Gyermekkorában költöztek Sárbogárdra, itt végezte az általános iskolát, itt érettségizett, majd egyetemi tanulmányai és munkája miatt Budapestre, később Székesfehérvárra került. Branczeiz Zsuzsa grafikussal kötött második házasságából négy gyermeke született: Luca (1979), Kata (1981), Sára (1982) és Anna (1990). Egyetemi évei alatt László Gyula (1910–1998) tanítványaként, később a székesfehérvári Szent István Király Múzeum kötelékében fontos régészeti kutatásokat folytatott Fejér megye történetéhez kapcsolódóan. 66 éves korában hunyt el. 2020. február 21-én családja, barátai és kollégái Székesfehérváron, a Városháza dísztermében búcsúztak tőle.

## Pályafutása
Középiskolai tanulmányait a sárbogárdi Petőfi Sándor Gimnáziumban végezte, 1971-ben érettségizett. Ugyanebben az évben felvételt nyert az Eötvös Loránd Tudományegyetem történelem-népművelés szakára. Kivételesen elhivatott, tehetséges hallgató volt, ezért másodévtől régész szakon folytathatta tanulmányait, másik két szakját leadta. Római kori provinciális és népvándorlás-középkori régészetre specializálódott, 1976-ban szerzett oklevelet. 1974-ben egy szemeszter erejéig a moszkvai Lomonoszov Egyetem vendéghallgatója volt, 1986-ban pedig az Egyesült Királyságban folytathatott ösztöndíjas tanulmányokat. Ugyanebben az évben bölcsészdoktorrá avatták: disszertációját A Közép-avar átmeneti kor kérdései az igari vezérleletek és a Fejér megyei régészeti leletanyag tükrében címmel védte meg. Témavezetője Bóna István volt. Munkáját később angol és német nyelven is közölték.
1975-től 2016-os nyugdíjazásáig a Fejér Megyei Múzeumok Igazgatóságának munkatársaként dolgozott, gyakornoki idejét is itt töltötte. 1979-től régészeti csoportvezetőként, 1983-tól osztályvezető-helyettesként, 1985-től osztályvezetőként, 1986-tól pedig igazgatóhelyettesként látta el feladatait. 1992-ben megbízott múzeumigazgatóként, majd 1993-tól 2008-ig megyei múzeumigazgatóként tevékenykedett.

## Munkássága
Fancsalszky Gábor régész, muzeológus a következő szavakkal emlékezett Fülöp Gyulára a halála után tartott hivatalos búcsúztatón: „A tények voltak mindig a legfontosabb dolgok a számára, és soha nem fecsegett, cikkei rövidek, lényegre törőek, és mindig bizonyította, amit mondani akart. Fantasztikus tudással rendelkezett, leltárkönyv nélkül is ismerte a leletek helyét, a megyei lelőhelyeket pedig ismerte, mint a tenyerét.”
László Gyula szárnyai alatt Fülöp az avar korról és a honfoglalásról szerzett elmélyült ismereteket. Kutatásaiban a népvándorlástól a XIII. századig, a kunok bejöveteléig terjedő időszakot vizsgálta. Szinte egész Fejér megyében folytatott ásatásokat, leletmentéseket, így többek között Csákváron, Dunaújvárosban, Gárdonyban, Kápolnásnyéken, Martonvásáron, Móron, Pákozdon, Szabadbattyánban, Székesfehérváron, Tabajdon, Velencén, Zámolyon, illetve Tácon is. Ásatási eredményei fontos adalékokkal szolgáltak Fejér megye helyrajzának újraértékeléséhez.
Régészeti munkáját referáló cikkei, tanulmányai rangos hazai és külföldi folyóiratokban és tanulmánykötetekben jelentek meg. Egyik legmeghatározóbb könyve az Árpád népe előtt című kötet (1990, 19962), amelyet Lendvai Antal rajzai gazdagítanak, és amely formátumát tekintve is a mester, László Gyula előtt tiszteleg – 50 rajz a honfoglalókról című munkájára emlékeztet.
Igazgatósága alatt folyamatosan zajlottak a karbantartási munkálatok: felújították a Pákozdi Csata Emlékkiállítást, rendbe hozták a kápolnásnyéki Vörösmarty-házat, elkezdődött a csókakői vár felújítása, illetve korszerűsítették az Intercisa Múzeum épületét is. 1998-ban került Székesfehérvárra a Moskovszky-gyűjtemény, közismert nevén a Fehérvári Babaház is, a mai napig kedvelt célpont a látogatók körében. A hivatalos neve most Hetedhét Játékmúzeum, az egykori Megyeház utcai helyéről pedig a Hiemer-Font-Caraffa épülettömbbe költözött.
Fülöp szakmai munkássága mellett tudománynépszerűsítő tevékenységet is folytatott: szerepet vállalt a Gorsiumi Nyári Játékok megvalósításában; rendszeresen tartott ismeretterjesztő előadásokat a fiatalabb és az idősebb generációnak egyaránt; a Deák Péter által rendezett Avarok című kisfilm (1987) elkészítésében pedig régész-szakértőként működött közre.

## Elismerései
- 1999-ben elnyerte a Szekfű Gyula-Lánczos Kornél Alapítvány ösztöndíját.
- 1993-ban a Szent István Király Múzeum új állandó kiállítása elnyerte az UNESCO Az Év Európai Múzeuma különdíját.
- 1987-es Avarok című kisfilmje első díjat nyert az Országos Régészeti Filmszemlén.
- 1986-ban a Soros Alapítvány ösztöndíjával Angliában tanult.
- 1983-ban és 1988-ban Kiváló Munkáért kitüntetésben részesült.

## Művei
Kisfilm
- Avarok, 1987. Rendező: Deák Péter; régész-szakértő: Dr. Fülöp Gyula; illusztrátor: Lendvai Antal.

Könyvek
- 1998 125 év - 125 tárgy - Válogatás a Fejér Megyei Múzeumok gyűjteményeiből. (tsz.)
- Árpád népe előtt. Lendvai Antal rajzaival. Budapest, Móra Ferenc Könyvkiadó, 1990. Második kiadás: Székesfehérvár, Kapocs Kiadó, Szolgáltató és Kereskedelmi Kft., 1996.
- Alba Regia – Székesfehérvár: Címerek – pecsétek, Székesfehérvár, Riport Fotó Stúdió Kft., Fal Galéria, 1994.
- 1989 Mezőfalva története. Mezőfalva. (tsz. Erdős Ferenc  –  Farkas Gábor  –  Virág Ernő)
- Az igari avar kori vezérleletek, Székesfehérvár, Megyei Művelődési Központ, Magyar Népművelők Egyesülete Fejér Megyei Területi Szervezet, 1987. – Német nyelven: Die awarenzeitliche Fürstenfunde von Igar, Acta archaeologica Academiae Scientiarum Hungaricae 40 (1988), 151–190. – Angol nyelven: New research on finds of Avar chieftain-burials at Igar = From the Baltic to the Black Sea: Studies in Medieval Archaeology, edited by Leslie Alcock and David Austin, London, Routledge, 1990, 138–146.

Cikkek, tanulmányok
- Csókakő és környékének története az előidőktől a vár felépítéséig = Béni Kornél, Dr. Fülöp Gyula, Dr. Hatházi Gábor, A 700 éves Csókakő, Csókakő, Csókakő Község Önkormányzata, 1999, 14–21.
- Szent István király és a mindenkori politika = Szent István király és Székesfehérvár, szerk. Fülöp Gyula, Székesfehérvár, Szent István Király Múzeum, 1996, 7–12.
- A székesfehérvári Nemzeti Emlékhelyről. A középkori királyi bazilika maradványainak feltárása, bemutatása, Magyar Múzeumok (1996/2), 10–13.
- La basse époque avare en Hongrie = L‘art des invasions en Hongrie et en Wallonie: Actes du colloque, szerk. Guy Donnay, Morlanwelz, Musée royal de Mariemont, 1991, 151–154.
- Újabb bizánci éremlelet Tácról, Alba Regia 23 (1984/85), 243–244.
- Régészeti adalék az avarkor hiedelemvilágához: Rontás ellen házra kiaggatott kutyakoponya, Archeológiai értesítő (1983/2), 277–280.
- Gorsium térképes ábrázolása 1783-ból, Archeológiai értesítő (1983/1), 82–88.
- Avar kori sírok Balinka-Mecsérpusztán és Bodajk belterületén, Alba Regia 22 (1982/83), 161–168.
- Újabb avar kori temetők Fejér megyében, Alba Regia 21 (1981), 255–260.
- Egy avar kori kulcslelet, Alba Regia 21 (1981), 253–254.
- Avar kori és XIV–XVI. századi települések Szabadbattyán-Iskola udvaron, Alba Regia 21 (1981), 261–267.
- Avarkori kemence Káloz-Nagyhörcsökön (Awarenzeitliche Backofen von Káloz-Nagyhörcsök), Alba Regia 19 (1979), 251–258.
- Forschungsbericht über das römische Strassennetz bei Gorsium, Alba Regia 16 (1978), 281–185.
- Avarkori temető Kajászó-Újmajorban (Gräberfeld aus der Awarenzeit in Kajászó-Újmajor), Alba Regia 18 (1977/78), 317–340.
- A bakonycsernyei avarkori temető. A bevezető tanulmányt írta: Fülöp Gyula. A kiállítást rendezték: F. Antoni Judit és Fülöp Gyula. Székesfehérvár, Szent István Király Múzeum, 1977.
- VIII–XI. századi településnyomok Rácalmás régi vasútállomáson, Alba Regia 17 (1976), 267–274.
- Régészeti adatok Igar község középkori történetéhez (Archäologische Angaben zur mittelalterlichen Geschichte des Dorfes Igar), Alba Regia 16 (1975), 293–298.
- La survivance des Avars au IXe siècle, Alba Regia 16 (1975), 87–97.

## Videóinterjúk
- A régész, aki Moszkvában sztazsor volt (videóval) Archiválva 2021. augusztus 3-i dátummal a Wayback Machine-ben. Feol.hu. 2019. június 23.
- 150215 Fehérvári Beszélgetések Dr Fülöp Gyula